# Kurt Scharlau

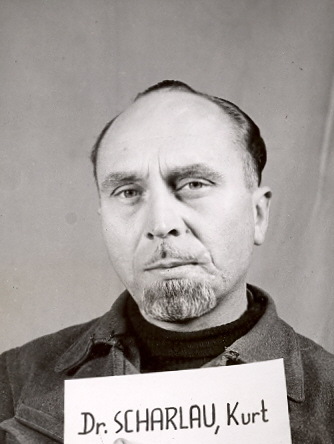
Kurt Scharlau zur Zeit der Nürnberger Prozesse

Kurt Scharlau (* 10. März 1906 in Marburg; † 21. August 1964 ebenda) war ein deutscher Geograph und SS-Führer.

## Leben
Nach dem Ende seiner Schullaufbahn studierte Scharlau an der Philipps-Universität Marburg Chemie, Physik, Geografie und Frühgeschichte. Im Sommersemester 1925 wurde er Mitglied der Marburger Burschenschaft Germania. 1931 wurde er zum Dr. phil. promoviert. 1932 erhielt er eine Stellung als Assistent bei dem Geographen Joachim Heinrich Schultze an der Universität Jena.
In den 1930er Jahren widmete Scharlau sich als Forscher schwerpunktmäßig der Entwicklung eines Wüstungsschemas zur Unterscheidung unterschiedlicher Wüstungstypen. 1937 habilitierte er sich mit einer Arbeit über Siedlung und Landschaft im Knüllgebiet an der Universität Marburg, wo er ab 1938 als Lehrbeauftragter dozierte. Seit 1939 gehörte er außerdem der Historischen Kommission für Hessen und Waldeck an. 1941 erhielt Scharlau an der Marburger Universität eine Stellung als Privatdozent unter dem Lehrstuhlinhaber Helmuth Kanter. Eine außerplanmäßige Professur folgte 1944.
Politisch näherte Scharlau sich in den 1930er Jahren immer mehr dem Nationalsozialismus an: 1931 trat er der NSDAP bei. 1933 wurde er zusätzlich Mitglied der SS (Mitgliedsnummer 166890) und 1934 auch des NS-Lehrerbundes. Ab 1933 war er Mitarbeiter im Rasse- und Siedlungshauptamt.
Während des Zweiten Weltkrieges war Scharlau neben seiner universitären Tätigkeit ab Februar 1941 wissenschaftlicher Mitarbeiter am Hygiene-Institut der Waffen-SS. Innerhalb der SS stieg er 1943 zum Hauptsturmführer auf sowie zum Hauptsturmführer der Reserve der Waffen-SS. An der Universität Marburg war Scharlau zudem Leiter der Fachgruppe Geographie der Arbeitsgemeinschaft für Raumforschung. Scharlau war 1940 an Planungen beteiligt, um „die Umsiedlung von ungefähr 10.000 kurhessischen Bauern nach dem Osten“ vorzubereiten.
Nach Kriegsende verlor Scharlau seine Lehrbefugnis, die er 1951 zurückerhielt. Fortan wirkte er wieder am Geographischen Institut der Philipps-Universität in Marburg. Einer seiner wichtigsten Forschungspartner in der Nachkriegszeit war der Geograf Hans Mortensen (1894–1964).
Ab 1953 gehörte er der Deutschen Akademie für Bevölkerungswissenschaft der Universität Hamburg sowie der Akademie für Raumforschung an. Scharlau wurde 1961 zum Wissenschaftlichen Rat befördert.

## Schriften
- Siedlung und Landschaft im Knüllgebiet. Ein Beitrag zu der kulturgeographischen Problemen Hessens (= Forschungen zur deutschen Landeskunde. Band 37). Hirzel, Leipzig 1941, DNB 571508480 (Habilitationsschrift, Leipzig 1937).